# Dhimma
Dhimma (arabisch ذمة dhimma, DMG ḏimma „Schutz(-vertrag)“, „Obhut“, „Garantie“, „Zahlungsverpflichtung“) ist eine Institution des islamischen Rechts, die den juristischen Status nichtmuslimischer „Schutzbefohlener“ ahl adh-dhimma, dhimmī / أهل الذمة ، ذمي / ahl aḏ-ḏimma, ḏimmī unter islamischer Herrschaft festlegt. Die Definition der „Dhimma“ und der juristische Umgang mit Schutzbefohlenen sind im islamischen Kriegs- und Fremdenrecht im zweiten muslimischen Jahrhundert (8. Jahrhundert n. Chr.) entstanden und in dem daraus entwickelten Zweig der Rechtsliteratur Ahkam ahl adh-dhimma / أحكام أهل الذمة / aḥkām ahl aḏ-ḏimma / ‚Rechtsbestimmungen für Schutzbefohlene‘ erörtert.
Ein solches Schutzbündnis war ursprünglich nur Juden, Christen und Sabäern vorbehalten. Im Laufe der islamischen Expansion hat man indes das Angebot der Dhimma auch auf andere Religionsgemeinschaften, wie beispielsweise die Zoroastrier oder die Hindus, ausgeweitet, so dass letzten Endes alle Nichtmuslime schlechthin dazu befähigt waren, einen Dhimma-Vertrag mit den muslimischen Eroberern zu schließen. Mit diesem Vertrag ging die Zahlung der Dschizya einher. Die Behandlung nichtmuslimischer Untertanen unter islamischer Herrschaft variierte abhängig von Ort, Zeit und Herrscher (siehe Rechtsstellung von Dhimmis in der Scharia).
Seit der Entstehung der Nationalstaaten in der islamischen Welt mit jeweils unterschiedlichem Geltungsbereich der Scharia in ihren Legislativen ist die Rechtsstellung des Dhimmi in der Gegenwart entweder aufgegeben oder modifiziert worden.
Der Begriff der Dhimma kommt in einer Auseinandersetzung Mohammeds mit den Polytheisten von Mekka in den Versen 8 und 10 der 9. Sure in der Bedeutung von „Bindung“ und „Verpflichtung“ vor. In einigen Sendschreiben Mohammeds an die arabischen Stämme und christlichen Gemeinschaften wird die „Dhimma Gottes und seines Gesandten“ ذمة الله ورسوله / ḏimmatu Llāhi wa-rasūlihī bei der Bekehrung zum Islam zugesichert.

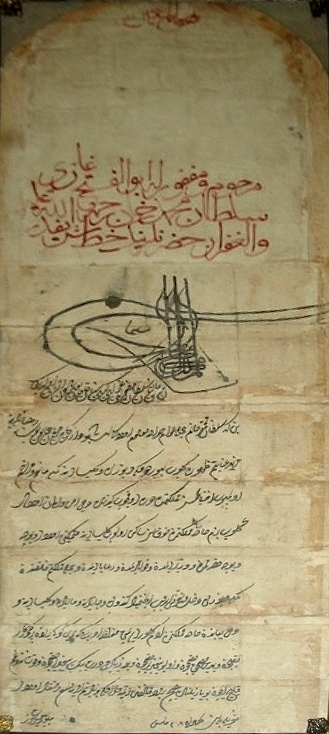
Die Ahdnama von Milodraž gilt als Beispiel eines Schutzbefehls vom osmanischen Sultan Mehmed II. für die Franziskaner-Mönche im bosnischen Kloster Fojnica

## Definition von „Dhimmi“
Als Dhimmi ذمّي / ḏimmī bezeichnet man in der islamischen Rechtstradition Monotheisten, die mit eingeschränktem Rechtsstatus geduldet und staatlicherseits geschützt wurden. Alle Menschen, die weder Muslime noch Dhimmis waren, wurden als Harbī („dem Kriege zugehörig“) bezeichnet, als Völker, mit denen sich das Haus des Islam im Krieg befand.
Im Koran werden folgende nichtmuslimische Religionsgemeinschaften genannt: Juden (al-yahūd bzw. banū Isrāʾīl = „die Kinder Israels“), Christen (an-naṣārā), die Zoroastrier (al-maǧūs), Sabier (aṣ-ṣābiʾa), die Mandäer und Polytheisten (al-mušrikūn). Diejenigen, die heilige Bücher bereits in der vorislamischen Zeit besessen haben, d. h., die Tora (at-tawrāt), die Psalmen (az-zabūr) und das Evangelium (al-inǧīl – stets im Singular), sind die ahl al-kitāb, die „Schriftbesitzer“. „Die Kinder Israels“ finden sowohl im Zusammenhang mit der biblischen Geschichte des Judentums als auch in Bezug auf die Juden in der Umgebung Mohammeds Erwähnung, während der Begriff al-yahūd im Koran nur für die Juden von Medina und Umgebung, zu denen Mohammed Kontakte hatte, verwendet wird. In der islamischen Rechtswissenschaft wird bei der Darstellung des Umgangs mit Schutzbefohlenen nur die Bezeichnung al-yahūd gebraucht.
Der Koran nennt auch weitere Schriften: die Schriftrollen des Abraham und Moses (ṣuḥuf Ibrāhīm wa-Mūsā), bzw. die „ersten Schriftrollen“ (aṣ-ṣuḥufu ʾl-ūlā), deren Definition aus dem Koran nicht hervorgeht. Über diese Schriften hatte Mohammed offenbar nur vage Vorstellungen, denn konkrete Angaben darüber liefert weder der Koran noch die Koranexegese. Die genannten Religionsgemeinschaften, mit denen er wohl schon vor seinem Wirken als Prophet in Berührung kam, werden nach seiner Berufung zum Propheten im Allgemeinen als Ungläubige (gilt auch für Christen und Juden) und – nach ihrer Unterwerfung – in der Jurisprudenz als unter (islamischem) Schutz stehende Gemeinschaften ahl adh-dhimma / أهل الذمة / ahlu ʾḏ-ḏimma bezeichnet.
Der Jurist und Theologe Ibn Qaiyim al-Dschauzīya († 1350) zählt fünf nichtislamische Gemeinschaften auf: die Juden, die Christen, die Zoroastrier, die Sabier und die Polytheisten. Dementsprechend lässt man Ibn ʿAbbās sagen:

„Es gibt sechs Religionen: eine (d. i. der Islam) ist für den Barmherzigen (Gott) bestimmt, die fünf anderen für den Teufel.“

Sure 2, Vers 42: „Und verdunkelt nicht die Wahrheit mit Lug und Trug...“ wird schon bei den frühesten Koranexegeten wie Yaḥyā ibn Salām († 815) unter Berufung auf Qatāda ibn Diʿāma wie folgt ausgelegt: „Vermischt nicht den Islam mit dem Judentum und Christentum.“ Bei dem späteren Exegeten al-Qurtubī († 1275) wird die Tendenz, dem Islam vor anderen Religionen die absolute Priorität einzuräumen, noch deutlicher: „Verwechselt Judentum und Christentum nicht mit dem Islam, denn ihr wisst, dass die Religion Gottes, an deren Statt nichts anderes akzeptabel und durch nichts ersetzbar ist, der Islam ist. Judentum und Christentum (hingegen) sind Ketzerei (Bidʿa); sie sind nicht von Gott.“

## Abgrenzung der Muslime von den Dhimmis
Die absolute Priorität des Islams gegenüber Judentum und Christentum, die u. a. in der Auslegung von Sure 2, Vers 42 begründet wird, brachte auch die Abgrenzung der Muslime von den anderen Religionsgemeinschaften unter islamischer Herrschaft sowohl im sozialen Bereich als auch bei der Ausübung religiöser Bräuche und Sitten mit sich.
- In der Rechtslehre missbilligten angesehene Gelehrte wie Ibn Qaiyim al-Dschauzīya und der Qairawāner Vertreter der Mālikiten Ibn Abī Zaid al-Qairawānī († 996)[11] die Beschneidung von Jungen am siebten Tag nach der Geburt mit der Begründung, dies sei „der Brauch der Juden“.
- Man berief sich auf die Gefährten Mohammeds, die den Überlieferungen nach missbilligt haben sollen, den Freitag als arbeitsfreien Tag zu feiern, da dies an den Brauch der Juden (Sonnabend) und der Christen (Sonntag) erinnere.
- Genauso wenig sollen Muslime ihre Hände auf Gräber legen und sie küssen, da dies eine jüdische Sitte ist.[12]
- Umstritten war die Frage der Begrüßungsformalitäten zwischen Muslimen und Dhimmis. Nach einer angeblichen, dem Propheten zugeschriebenen Anweisung muss ein Muslim die rituelle Waschung wiederholen, wenn er vor der Verrichtung des Gebets, das nur in der rituellen Reinheit erfolgen kann, einem Dhimmi die Hand gereicht hat. Mohammed soll sogar verboten haben, Dhimmis mit Handschlag zu begrüßen, denn sie sind Ungläubige (kuffār).[13]
- Der ḥanafitische Gelehrte al-Ǧaṣṣāṣ ar-Rāzī († 981)[14] hielt es für „verwerflich“ (kuriha), den Ungläubigen (kāfir) als erster mit dem Friedensgruß (d. i. as-salām ʿalaikum) zu begrüßen, denn dies ist der Gruß der Paradiesbewohner (d. i. der Muslime), zu denen ein Ungläubiger nicht gehört. Anderen als authentisch eingestuften Traditionen zufolge soll Mohammed seine Gefährten ermahnt haben, die Juden nicht zuerst zu grüßen.[15] Diese Überlieferung ist in einem der so genannten al-Kutub as-sitta, bei Ibn Māǧa, in dem diesen Fragen gewidmeten Kapitel „Die Erwiderung des Friedensgrußes an die Dhimmis“,[16] bei dem später wirkenden Abū Yaʿlā al-Mauṣilī († 919)[17] und in späteren Kommentaren der Ḥadīth-Literatur[18] erhalten. Soll ein Muslim einen Dhimmi versehentlich als erster gegrüßt haben, so hatte er das Recht, den „Gruß zurückzufordern“.[19]
- Die Überlegenheit des Islam gegenüber anderen Religionsgemeinschaften betont man auch in Kleidungsvorschriften. Denn „die Krone meiner Gemeinde ist der Turban“ – lässt man den Propheten sprechen. Der Turban ist ein „Zeichen der Ehre“ der Araber. Daher hat man in den Rechtsvorschriften den Dhimmīs untersagt, Turbane zu tragen, denn Dhimmīs haben keine Ehre. Turbane tragende Dhimmīs mussten ihre Kopfbedeckung mit einem Stück Stoff kennzeichnen, um sich von Muslimen zu unterscheiden.[20]

## Rechtsstellung von Dhimmis in der Scharia
Dhimmis konnten nach islamischer Auffassung ihren privatrechtlichen Bestimmungen nachgehen, im Bereich des öffentlichen Rechts und der Ausübung religiöser Bräuche waren sie allerdings schariarechtlichen Schranken unterworfen. Dazu zählten bestimmte Kleidervorschriften, das Verbot, religiöse Zeremonien lautstark in der Öffentlichkeit zu begehen oder neue Gotteshäuser zu errichten, sowie weitere rechtliche Einschränkungen.
Das islamische Völkerrecht sah vor, dass dem Kampf gegen die nichtmuslimischen Feinde die Aufforderung an diese, den Islam anzunehmen oder – im Falle von Schriftbesitzern – im Gegenzug zur Zahlung der Dschizya in ihrer Religion zu verbleiben, vorausging. Eine Grundlage hierfür bildete Sure 17, Vers 15, wo es heißt:

„...Und wir hätten nie (über ein Volk) eine Strafe verhängt, ohne vorher einen Gesandten (zu ihm) geschickt zu haben.“

Diese Aufforderung vor der Kampfhandlung war zudem Sunna des Propheten als auch seiner unmittelbaren Nachfolger.
Zusätzlich zur Dschizya konnte von dem Dhimmi unter Umständen eine weitere Sondersteuer bzw. Grundsteuer, die so genannte Ḫarāǧ (Charādsch), verlangt werden.
Zeitgenössische Papyrus-Dokumente aus Ägypten der Umayyadenherrschaft bestätigen, dass der Übertritt ägyptischer Christen zum Islam keineswegs mit finanziellen – steuerrechtlichen – Erleichterungen verbunden war. Sie sind vielmehr ermahnt worden, die den Nichtmuslimen auferlegte Dschizya weiterhin zu entrichten.
Umstritten war die Behandlung arabischer Christen, der Banu Taghlib, im Norden der Arabischen Halbinsel; spätestens im Rechtswerk von asch-Schafii (aš-Šāfiʿī) wird die Tendenz deutlich, diese Religionsgemeinschaften nicht als „Buchbesitzer“ und somit nicht als dhimmis zu behandeln; dort beruft man sich auf eine angeblich schon vom zweiten Kalifen ʿUmar ibn al-Chattāb (ʿUmar b. al-Ḫaṭṭāb) erlassene Rechtsnorm, in der es u. a. heißt: „die arabischen Christen gehören nicht zu den Schriftbesitzern (…); ich werde von ihnen so lange nicht ablassen, bis sie den Islam annehmen (ḥattā yuslimū) – oder ich schlage ihnen die Köpfe ab!“

Die Rechtslehre fand hierfür eine Zwischenlösung: Mit Hinweis auf Sure 9, Vers 29 verhängte man auch über die arabischen Christen die dschizya (ǧizya), nur nannte man sie sadaqa (ṣadaqa), ohne ihnen den Status von dhimmis verliehen zu haben.
Zwar ist die Rechtsstellung der Dhimmis im islamischen Gesetz festgelegt, doch variierte die Praxis ihrer Behandlung unter islamischer Herrschaft abhängig von Ort, Zeit und Herrscher über die Geschichte hinweg:

„Die tatsächliche Stellung der Nichtmuslime hing von mehreren Faktoren ab: a) den Verhältnissen im Innern des jeweiligen islamischen Herrschaftsbereichs; b) dessen Beziehungen zu den jeweils dominierenden nichtmuslimischen Mächten (…) und c) der Nützlichkeit der Nichtmuslime (oder Teilen ihrer Elite) für den Herrscher bzw. die jeweilige muslimische Gesellschaft.“

Diese von unterschiedlichen Faktoren abhängigen Abweichungen in der Behandlung von Nichtmuslimen innerhalb des islamischen Machtbereichs lassen sich anhand zahlreicher Beispiele aus der Geschichte der islamischen Welt verdeutlichen.
Prinzipiell änderte sich die Haltung zu den nichtmuslimischen Untertanen in Entsprechung zu den jeweiligen demographischen Verhältnissen: Während die Muslime im Verlauf der islamischen Expansion und in den ersten Jahrzehnten bis Jahrhunderten danach in den eroberten Gebieten eine herrschende Minderheit darstellten und unter anderem aufgrund fehlender administrativer Kenntnisse auf die Unterstützung der Bewohner angewiesen waren, verschärfte sich im Zuge der zunehmenden Islamisierung dieser Gebiete die Haltung insbesondere innerhalb der Gelehrsamkeit gegenüber den Dhimmis.
Im Jahre 756, unter der Herrschaft des Abbasidenkalifen Al-Manṣūr, berichtet der byzantinische Chronist Theophanes über die Erhöhung der Besteuerung von Christen, einschließlich von Mönchen. Die Schatzkammern der Kirchen sind versiegelt und beschlagnahmt worden. Zur gleichen Zeit sind Christen aus allen Staatsämtern entfernt worden. Die Religionsfreiheit ist, gemäß Theophanes, eingeschränkt worden: Kreuze durften nicht gezeigt werden, nächtliche Vigilien hat man per Dekret untersagt. Christen und Juden sind ab 771 an ihren Händen markiert worden.
Als Folge der Besteuerung, Enteignung und der Entweihung der Grabeskirche mit dem Golgota flüchtete die christliche Bevölkerung in den Jahren nach 812 von Palästina und Syrien nach Zypern. Die Zerstörung von Klöstern in der Wüstenregion war ein weiterer Schritt zur Islamisierung der Provinz Syrien-Palästina (ǧund Filasṭīn) und Jordanien (ǧund Urdunn). In der jüdischen Siedlung im Süden von Hebron ist die Synagoge in eine Moschee umgewandelt worden.
Das islamische Recht war seit seinen Anfängen stets bestrebt, die Stellung von Gotteshäusern nichtmuslimischer Religionsgemeinschaften auf islamischem Gebiet zu regeln. Der berühmte islamische Theologe und Rechtswissenschaftler Taqī ad-Dīn Aḥmad ibn Taimiyya († 26. September 1328) widmete dieser Frage eine eigene Abhandlung unter dem Titel Masʾalat fī ʾl-kanāʾis (Rechtsfrage betreffs Kirchen) und ordnete die Zerstörung von Kirchen und Synagogen in Gebieten an, die während der islamischen Eroberung durch Gewalt (ʿanwa) eingenommen worden sind. Die Errichtung neuer Gotteshäuser, wozu auch die Renovierung derselben zählt, sei zu untersagen.

„Wenn sie (die Dhimmis) behaupten, die Muslime haben durch die Schließung (der Kirchen) ihnen Unrecht zugefügt, dann ist es eine Lüge und widerspricht den Rechtsgelehrten. Denn die Gelehrten der vier Rechtsschulen […] und andere Würdenträger […], ferner die Prophetengefährten und ihre Nachfolger sind sich einig darüber, dass der Herrscher bei der Zerstörung aller Kirchen auf den durch Gewalt eroberten Gebieten, wie Ägypten, der Iraq, Syrien und andere, seiner eigenständigen Rechtsfindung und denjenigen folgend, die diese Rechtsansicht vertreten, kein Unrecht begangen hat. Vielmehr ist ihm hierbei Gehorsam zu leisten.“

Die Problematik der Rechtmäßigkeit von Gotteshäusern nichtmuslimischer Gemeinschaften in den islamischen Ländern veranschaulicht die Darstellung durch den Azhar-Gelehrten ad-Damanhūrī (* 1690; † 1778), datiert auf das Jahr 1739 mit dem Titel Die Darstellung des prächtigen Beweises über die Zerstörung der Gotteshäuser von Fustāt (miṣr) und Kairo (Iqāmat al-ḥuǧǧa al-bāhira ʿalā hadm kanāʾis Miṣr wal-Qāhira). Mit zahlreichen Hinweisen auf die Lehre der Rechtsschulen, einschließlich der umstrittenen Frage, ob Ägypten, oder Teile davon, durch Gewalt oder durch Friedensvertrag (ṣulḥ) erobert worden seien, spricht er den Kirchen jedwede Existenzberechtigung auf ägyptischen Boden ab. Nach der Darstellung der mālikitischen Rechtslehre stellt er fest:

„Aus den obigen Ausführen geht hervor, dass die Errichtung von Kirchen, ihre Erhaltung und Renovierung verboten sind, da, wie in der Einführung erwähnt, Fusṭāṭ mit Gewalt (ʿanwatan) erobert wurde und Kairo eine islamische Stadt ist, die die Muslime gegründet haben.“

Mit entsprechendem Ergebnis referiert ad-Damanhūrī auch die Rechtslehre der Schāfiʿiten und fügt hinzu, dass jeder, der eine kontroverse Fatwa erteilt, „vom rechten Weg abweicht“ (fa-huwa min ahl aḍ-ḍalāl). Ad-Damanhuris Abhandlung führte allerdings nicht zur Zerstörung der jeweiligen Gotteshäuser.
In der Rechtsfallsammlung des Richters Ibn Sahl († 1093) hat sich ein Urteil aus dem Kreis des Qāḍīs Aḥmad ibn Muḥammad ibn Ziyād († 925) erhalten, das Ibn Sahl in seiner Sammlung im Kapitel unter dem Titel „Über das Verbot der Dhimmis Kirchen neu zu errichten“ dokumentiert. Am Judentor (bāb al-yahūd) der Stadt Córdoba hat die jüdische Bevölkerung damit begonnen, aus den Bauresten eine neue Synagoge (šanūġa) zu errichten, die von der islamischen Obrigkeit bereits zerstört worden ist. Im Bauverbot heißt es konkret:

„In den Städten der Muslime und in ihrer Mitte ist es den jüdischen und christlichen Dhimmis nicht gestattet, Kirchen oder Synagogen nach ihrer Zerstörung neu zu errichten. Dies ist es, was der Befehlshaber (der Gläubigen), Gott möge ihn stärken, missbilligt und sich über eine solche Neuerrichtung während seiner Herrschaft ärgert, wozu sie sich bisher nicht erkühnt haben.“ Der zu Beginn des 16. Jahrhunderts verstorbene Rechtsgelehrte al-Wanscharīsī kommentiert diese Rechtsentscheidung mit den Worten: „Dies bedeutet, dass die Neuerrichtung (von Kirchen und Synagogen) in den Rechtsschulen des Islams nichtig ist.“

In der ersten Hälfte des 19. Jahrhunderts beschwerten sich Einwohner von Kairo bei den Regierungsstellen darüber, dass „in Kairo, Gott möge es beschützen, etwas Abscheuliches (amr šanīʿ ) geschah, was, wie man sagt, auch in anderen Ländern vorkommt. Eine Gruppe von Juden, die dem Zorn (Gottes) verfallen sind, haben angefangen, in einem großen Haus Versammlungen abzuhalten, wo sie beten und ihre religiösen Riten und ihren Unglauben gemeinsam praktizieren. Manchmal erheben sie auch ihre Stimmen. Sie benutzen jenes Haus als ihren Tempel, obwohl es nach außen hin Wohnort eines von ihnen ist. Man hat sich ihnen deshalb widersetzt und sie (an diesen Praktiken) gehindert.“
Der Fall ist Sulaimān Pascha (* 1788; † 1860) vorgetragen worden, der dann die bekanntesten Gelehrten der vier Rechtsschulen beauftragte, die Rechtsfrage zu erörtern und eine Entscheidung zu treffen mit der Auflage, sie schriftlich vorzulegen. Es ist einstimmig beschlossen worden, dass es den Dhimmis nicht gestattet ist, solche Versammlungen abzuhalten oder Gotteshäuser und desgleichen in den Städten der Muslime zu errichten. „Denn die Einführung solcher Praktiken ist die Ausübung von Gottlosigkeit (kufr) und ist flegelhafter als die Errichtung von Kneipen und Bordellen.“ Die Stellungnahmen der Rechtsschulen werden anschließend auf 14 Seiten vorgestellt, darunter wörtlich auch die oben zitierte Meinung von Ibn Taimiyya. Die Originalabschrift dieser Urkunde mit dem Titel Suʾālāt wa-ǧawabāt fī ḏikr al-kanāʾis wal-baḥṯu ʿalai-hā (Fragen und Antworten betreffs der Kirchen und ihre Erörterung) befindet sich in der Sammlung arabischer Handschriften der Orientabteilung in der Staatsbibliothek zu Berlin, Hs Landberg 428, fol.77-85.
Zu einer tatsächlichen, uneingeschränkten Umsetzung solcher Vorschriften ist es wiederum – vor allem außerhalb der Zentren der islamischen Welt – meist nicht gekommen.

„According to a proviso in one of the oldest sources of Muslim law, no churches or synagogues were to be established in the new towns founded by the conquerors, an injunction that soon was understood to mean that no new non-Islamic houses of worship were to be erected anywhere in Islamic territory. In fact, however, numerous churches and synagogues existed in Fustat and Baghdad at a time when the power of Islam was at its height, and even Cairo, which was founded in 969, soon had its own churches and synagogues.“

Die ursprüngliche Haltung zum Umgang mit den Dhimmis geht aus mehreren Überlieferungen hervor. In einem Brief Umar ibn al-Chattabs an einen seiner Gouverneure heißt es:

„Weder Du noch die Muslime an deiner Seite sollten die Ungläubigen als Kriegsbeute behandeln und sie (als Sklaven) verteilen... wenn du die Kopfsteuer erhebst, gibt Dir das kein Anrecht auf sie und kein Recht über sie. Hast Du dir überlegt, was für die Muslime nach uns bleiben wird, wenn wir die Ungläubigen gefangennehmen und als Sklaven zuteilen würden? Bei Allah, die Muslime würden keinen Menschen finden, zu dem sie sprechen und aus dessen Arbeit sie Nutzen ziehen könnten. Die Muslime unserer Tage werden sich zeit ihres Lebens (von der Arbeit) dieser Leute ernähren, und nach unserem und ihrem Tod wird für unsere Söhne das gleiche getan von ihren Söhnen und so fort, denn sie sind Sklaven des Volkes der Gläubigen, so lange die Religion des Islam vorherrschen wird. Deshalb erlege ihnen eine Kopfsteuer auf und versklave sie nicht und lasse es nicht zu, daß die Muslime sie unterdrücken oder ihnen Schaden zufügen oder sich über das Erlaubte hinaus an ihrem Eigentum vergehen, sondern halte dich getreulich an die Bedingungen, die du ihnen gewährt und an alles, was Du ihnen gestattet hast.“

Festgehalten wurde dieser Grundsatz im Umgang mit den nichtmuslimischen Untertanen auch in Form eines Prophetenspruchs:

„Wer einem Juden oder Christen Unrecht tut, gegen den trete ich (der Prophet) selbst als Ankläger auf am Tage des Gerichts“

Die islamischen Eroberungen wurden in großen Teilen der jeweiligen Bevölkerung unter anderem aufgrund der nun gewährten Freiheit in der Ausübung der eigenen Religion willkommen geheißen. In einem Brief des nestorianischen Patriarchen aus dem Jahre 650 n. Chr. heißt es in Bezug auf das Verhältnis der arabischen Eroberer zur christlichen Bevölkerung:

„Die christliche Religion aber bekämpfen sie nicht nur nicht, sondern sie fördern sogar unseren Glauben, ehren die Priester und Heiligen und helfen den Kirchen und Klöstern.“

Trotz entsprechender Regelungen im islamischen Recht kam es, unter anderem auch in von Muslimen gegründeten Städten wie etwa Kairo, zum Neuaufbau christlicher bzw. jüdischer Gotteshäuser. So sind in Konstantinopel (heutiges Istanbul) seit der Eroberung der Stadt im Jahre 1453 insgesamt 55 neue armenisch-orthodoxe Kirchen gebaut worden; von den 40 um das Jahr 1700 bestehenden orthodoxen Kirchen der Stadt waren 37 unter osmanischer Herrschaft erbaut worden.
Ein weiteres historisches Beispiel für die Förderung des christlichen Kultus unter islamischer Herrschaft war der Einsatz eines griechisch-orthodoxen Patriarchen durch Mehmed II. im Anschluss an die Eroberung Konstantinopels 1453. Als Folge innerer Dispute über das künftige Verhältnis zur römisch-katholischen Kirche gab es zum Zeitpunkt der Eroberung der Stadt keinen Patriarchen der griechischen Gemeinde.

„Nach der Eroberung von Byzanz ließ er [Mehmed II.] in einer kanonischen Wahl einen orthodoxen Patriarchen küren, setzte ihn mit allem Zeremoniell in sein Amt ein und garantierte den griechischen Christen die freie Ausübung ihres Kultus und die Unverletzlichkeit ihrer Gotteshäuser.“

„Angesichts solcher einander widersprechender Erfahrungen und Aussagen (…) ist es denn auch einfach, die Geschichte der Juden (und der dhimmis überhaupt) unter islamischer Herrschaft als durchgängige Leidens- und Verfolgungsgeschichte zu schreiben (…) Ebenso einfach wäre es allerdings auch, das genaue Gegenteil zu tun und eine durchgängige Erfolgsgeschichte vorzulegen.“

Konsens herrscht in weiten Teilen der Forschung darüber, dass religiösen Minderheiten innerhalb der islamischen Welt im Allgemeinen mehr Toleranz gewährt wurde als im mittelalterlichen Europa.

### Der Erlass des Abbasidenkalifen al-Mutawakkil gegen die Dhimmis
- Gemäß dem Historiker at-Tabarī erließ der Abbasidenkalif al-Mutawakkil im April 850 einen Befehl, wonach Christen und alle Schutzbefohlenen honigfarbene Umhänge taylasan und die althergebrachten Gürtel zunnar und eine gelbe Kopfbedeckung zu tragen hatten. Kleidervorschriften und weitere Unterscheidungsmerkmale sind allen Gemeinschaften des ahl adh-dhimma auferlegt worden.
- al-Mutawakkil ließ ferner an die Häuser aller Nichtmuslime schwarze Teufelsköpfe malen und ihre Gräber einebnen, um sie dadurch von den Gräbern der Muslime unterscheiden zu können.
- Gottesdienste und Beerdigungen sind unauffällig zu halten; dabei sind keine Zeichen ihres Glaubens, z. B. Kreuze, zu zeigen.
- Gemäß diesem Erlass von al-Mutawakkil mussten neu errichtete Gotteshäuser zerstört werden. Wenn der Platz groß genug war, sollte er als Bauland für eine Moschee verwendet werden.
- Dhimmis durften in Staatsämtern nicht beschäftigt werden.
- Kinder von Dhimmis hatten keinen Anspruch darauf, Schulen der Muslime zu besuchen oder von einem Muslim unterrichtet zu werden.[62]

Vergleichbare Vorschriften waren im islamischen Westen bis in die Zeit der Almohaden unbekannt. Der fanatische Almohadenherrscher Yaʿqūb al-Mansūr, Abu Yusuf, ordnete kurz vor seinem Tode im Jahre 1198 an, dass die Juden einen dunkelblauen Umhang (burnus) mit einer auffälligen, spitzen Kopfbedeckung in der Öffentlichkeit zu tragen hatten.
Der französische Orientalist R. Brunschvig vertrat die Ansicht, dass die oben erwähnte almohadische Maßnahme das vierte Laterankonzil im Jahre 1215 veranlasst haben dürfte, den Juden Europas das Tragen eines gelben Zeichens (vgl. Gelber Ring) und des Judenhutes aufzuerlegen.

### Regelungen des Status von Dhimmis in der Rechtsliteratur
- Dhimmis müssen die Dschizya als Sondersteuer bezahlen, zusätzlich unter Umständen noch eine spezielle Grundsteuer, die so genannte Ḫarāǧ (Charādsch)[65].
- Dhimmis dürfen nicht auf Pferden reiten, nur auf Eseln.
- Ein männlicher Dhimmi darf keine Muslimin heiraten, ein Muslim jedoch eine Dhimmi-Frau.
- Sein Zeugnis gilt vor Gericht weniger als das eines Muslims, als Zeuge in Prozessen gegen Muslime ist es gar nicht zulässig.
- Für Verbrechen, die an Dhimmis begangen worden waren, wurde gegen Muslime nur die halbe Strafe verhängt und die Todesstrafe war ausgeschlossen.
- Die Dhimmis waren von gewissen Verwaltungsämtern ausgeschlossen, wo sie Muslimen Vorschriften machen konnten.
- Dhimmis und Nichtmuslime schlechthin dürfen die heiligen Städte Mekka und Medina nicht betreten.
- Dhimmis dürfen keine Waffen tragen oder besitzen.[66]
- Nicht-moslemische Symbole (z. B. Kreuze) mussten entfernt werden, Glockenläuten war verboten, und ebenso lautes Gebet und Singen beim Gottesdienst.[67]
- Häufig galten bestimmte Kleiderverbote und -vorschriften (ġiyār), um den Einzelnen als Mitglied einer bestimmten Religionsgemeinschaft erkennbar zu machen (Juden mussten etwa gelbe Kleidungsstücke, z. B. gelbe Gürtel oder Turbane, tragen[68]).
- Dhimmis können nur von Dhimmis (nicht von Moslems) erben. In der Schia wurde teilweise praktiziert, dass ein moslemischer Erbe jedenfalls alle nicht-moslemischen Erben übertrifft und diese daher leer ausgehen.[69]

Die in der Rechtsliteratur unterschiedlich formulierte und verstandene Rechtsnorm, die den Dhimmis ihr Leben, Eigentum und unter bestimmten Einschränkungen Religionsausübung sicherte, konnte nicht verhindern, dass es in seltenen Fällen gegen sie auch zu Ausschreitungen kam.

### Praktische Abschaffung
Im Rahmen der Tanzimat-Reformedikte wurde die Einrichtung der Dhimma im Osmanischen Reich graduell und nicht zuletzt auf Druck europäischer Staaten, deren Militärbeistand man suchte, abgeschafft, insbesondere durch den Reformerlass Hatt-ı Hümâyûn von 1856 in der Epoche der Tanzimat. Außerhalb des Osmanischen Reichs endete die Dhimma in der Regel mit der Einführung neuer Gesetzesgrundlagen durch die Kolonialmächte (etwa in Indien), durch die Einführung von nationalen Verfassungen (z. B. in Persien) oder durch das fast vollständige Verschwinden der betroffenen Bevölkerungsteile (z. B. in Saudi-Arabien).
Es gibt jedoch Berichte, dass Nicht-Moslems in Gebieten, die von den pakistanischen Taliban, der Muslimbruderschaft oder dem Islamischen Staat dominiert werden, als Dhimmis behandelt werden.
In der Islamischen Republik Iran lebt die jüdische Gemeinde heute im Status von Dhimmis. Wie die meisten anderen gesellschaftlichen Minderheiten in Iran werden Juden durch Sonderregelungen im Rechtssystem diskriminiert und von führenden staatlichen Ämtern ausgeschlossen.